# Аутоампутација
Аутоампутација јесте спонтано одвајање (ампутација) додатка или органа од тела. Ово не треба мешати са самоампутацијом. Обично настаје због уништења крвних судова који хране екстремитет као што су врхови прстију.

## Етиопатогенеза
Једном када су крвни удови уништени, ткиво губи кисеоник и умире, што је често праћено гангреном. Аутоампутација је карактеристика криоглобулинемије  и облитерансног тромбоангиитиса. Аутоампутација може бити резултат тешких случајева одређених хроничних рана, као што су промрзлине. Ове хроничне ране могу бити последица неких васкуларних и патогених стања као што су Биргерова болест или Рејноов феномен. 
Такође, неконтролисани шећерна болест може довести до аутоампутације, која  је повезан са разним компликацијама и смањеним квалитетом живота. Од многих компликација, неке су опасне по живот.  Главне компликације стопала укључују улцерацију стопала, целулитис, апсцес, влажну гангрену, суву гангрену и некротизирајући фасциитис, са различитим патофизиолошким концептима иза сваког од њих.
Међутим, аутоампутација је описана као спонтано патолошко стање .  Иако се аутоампутација најчешће повезује са прстима на рукама и ногама, и други делови тела могу патити од овог стања. Пријављени су случајеви аутоампутације јајника код новорођенчета, као и код зрелих јајника одраслих, мада су пријављени случајеви спонтане аутоампутације врхова прстију и аутоампутација слепог црева, односно потпуно одвајање дела слепог црева без икакве хируршке интервенције.
Иако се аутоампутација често сматра стеченом болешћу, она такође може бити урођена. Хронична торзија или кашњење у дијагнози акутне аднексалне торзије приписују се као могући узроци стечене аутоампутације.

## Врсте аутоампутације
Иако се њене чињенице разоткривају и анализирају, аутоампутација се може категорисати као:  акутна, субакутна или хронична.
Акутну аутоампутацију карактерише некроза тумора. Ово је праћено неадекватним снабдевањем крвљу срца и других делова тела (исхемија) што доводи до дегенерације ћелија, стања познатог као атропија.
Хронична или субакутна аутоампутација је последица везивању тумора са другим ћелијама које га окружују. Постоји ретка могућност да се тумор одвоји од педикула. 